# Dicliptera japonica
Dicliptera japonica es una especie de planta floral del género Dicliptera, familia Acanthaceae.
Es nativa del Centro-sur de China, Sudeste de China (Hainan), Japón, Corea y Taiwán.